# 寿恵広
寿恵広（すえひろ）は、三重県桑名市に店舗を置く1923年（大正12年）創業の和菓子店。和菓子とアイスまんじゅうの製造販売を行っている。

## 概略
1950年（昭和25年）以来、アイスまんじゅうの製造販売を行なっている人気和菓子店。ローカルな和菓子店ではあるが、東海地区でアイスまんじゅうを製造販売する数少ない店舗である。店舗を置く桑名市では、アイスまんじゅうは夏の定番商品として確固たる人気を確立している。

## 主力商品

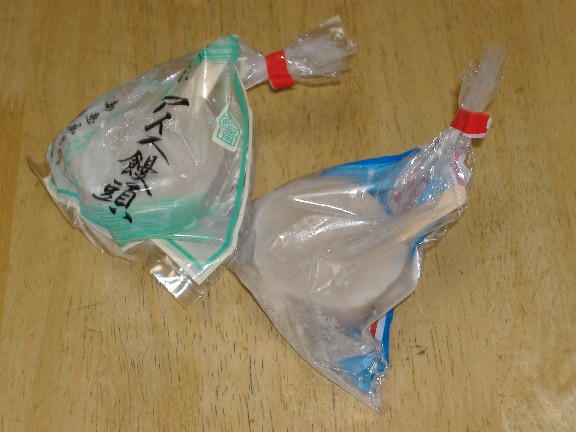
寿恵広のアイス饅頭
左：アイス饅頭・丹波大納言
右：アイス饅頭

アイスまんじゅうは1950年以来、当時の製法を守りつつ、新たな製品開発にも意欲的に取り組んでいる。主な製品は次のとおりで、1個単位のばら売りから数種類の詰め合わせセットまで多彩な商品ラインナップを展開している。
- アイス饅頭
- アイス饅頭・抹茶
- アイス饅頭・黒糖
- アイス饅頭・丹波大納言

※商品は「アイス饅頭」の表記で販売されている。